# Thunderbirds/3am
"Thunderbirds"/"3am" és un Doble cara - A (A-side) senzill per la banda britànica de Pop rock, Busted, lliurat el 2004. "Thunderbirds" va ser escrita per a la pel·lícula de 2004 Thunderbirds. "3am" va ser extret del seu segon àlbum A Present for Everyone. Va ser l'últim senzill del grup que va arribar al número #1 a la UK Singles Chart. "3am" ha estat tocada per Matt Willis en el seu tur en solitari el 2007.
La cançó va ser el 20è single més venut al Regne Unit el 2004. També va guanyar el Record of the Year el 2004.

## Informació de la cançó

### Posició a les llistes
| LLista (2004)        | Posició |
| -------------------- | ------- |
| Dutch Singles Chart  | 72      |
| German Singles Chart | 92      |
| Irish Singles Chart  | 6       |
| Japan Singles Chart  | 1       |
| UK Singles Chart     | 1       |

### Llista de pistes

#### CD 1
1. "3am" (directe del tur)
2. "Thunderbirds Are Go!"

#### CD 2
1. "3am (Radio Edit)"
2. "Thunderbirds Are Go!"
3. "Runaway Train"
4. "3am" (Versió acústica)
5. "Thunderbirds Are Go!" (Versió acústica)
6. "Busted In Japan (Part 1)"

#### DVD
1. "3am" (Audio version)
2. "Thunderbirds Are Go!" (Audio version)
3. "Crashed The Wedding" (Mix en directe extret del tur)
4. "Crashed The Wedding" (Muntatge del tour)
5. "Thunderbirds Are Go!" (Vídeo musical)
6. "Busted In Japan (Part 2)

| Precedit per: "Dry Your Eyes" per The Streets | UK Singles Chart senzill número 1 1 d'Agost del 2004 - 14 d'Agost del 2004 | Succeït per: "Baby Cakes" by 3 of a Kind |